# Saïda Abouba
Saïda Abouba, née le 30 mai 1963 à Thimsounin à Ichmoul, Wilaya de Batna, dans les Aurès, est enseignante et écrivaine algérienne.

## Romans et contes
- Aurès , roman, Saïda Abouba  retrace le parcours d'un chaoui pendant la décennie noire[1],[2].
- Recueils de poèmes de tamazight en français et en anglais[1].
- Betta, le combat d'une aurassiène, roman, elle décrit le destin d'une femme chaouie[1].
- Aurès Tamazight[3].

## Hommage
Lors de la 8e édition du Festival du Théâtre amazigh (Batna) au Théâtre régional de Batna , elle a été honorée.